# 杉野文俊
杉野 文俊（すぎの ふみとし）は、日本の保険学者。元専修大学商学部教授。

## 経歴
東京外国語大学ドイツ語学科卒、青山学院大学大学院経営学研究科博士前期課程修了、Chartered Property Casualty Underwriter（米国認定損害保険士）、東京海上火災保険株式会社（1971年から2003年）、専修大学商学部講師等を経て専修大学商学部教授。2019年3月退任。

## 著書
- 米国の巨額ＰＬ訴訟を解剖する - クラスアクションの脅威とその対策　（商事法務　2004/05）
- キャプティブと日本企業 - リスク・マネジメントの強化にむけて（池内光久・前田祐治と共著　保険毎日新聞社　2013/10）
- 保険とリスクマネジメント―トータルに理解する（白桃書房　2014/04）